# Bretannione
Bretannione  è un nome proprio di persona italiano maschile. 

## Varianti
- Maschili: Bretannio[2]
- Femminili: Bretanniona[2], Bretannia[2]

### Varianti in altre lingue
- Francese: Bretannion[3][4], Vetrannion[4]
- Latino: Bretannion[1], Bretannio[4], Vetrannio[4]
- Spagnolo: Bretanión

## Origine e diffusione
Si tratta di un etnonimo di origine latina, riferito alla Bretagna oppure alla Britannia, quindi significa "proveniente dalla Britannia/Bretagna", "abitante della Britannia/Bretagna".
Gode di scarsissima diffusione.

## Onomastico
L'onomastico si può festeggiare il 25 gennaio in ricordo di san Bretannione, chiamato anche Bretannio e Vetranio, vescovo di Tomi.

## Persone
- Bretannione di Tomis, vescovo e santo bizantino